# نانی (بازیگر)
نانی (به انگلیسی: Nani) یک بازیگر هندی است که به خاطر ایفای نقش در فیلم مگس، وای ازدواج، هشت‌پا، بهار طلایی، ترس، تو مرد جالبی هستی، پسر طبقه متوسط، من محلی هستم، زمیندار کوچک، سوبرامانیام کیست؟، دلم یه جایی رفته و اینطوری شروع شد شهرت دارد.

## زندگی اولیه
نانی در شهر حیدرآباد، هند به دنیا آمد، از دبیرستان سنت الفونزا فارغ‌التحصیل شد و سپس در دانشگاه نارایانا تحصیل کرد.
او یک خواهر به نام دیپتی دارد.
وی همچنین مدتی را به عنوان دستیار کارگردان در کنار باپو و سرینو وایتلا فعالیت کرد.

## جوایز
| سال  | جایزه                             | دسته‌بندی                                 | فیلم                                                         | منیجه    | منبع   |
| ---- | --------------------------------- | ---------------------------------------- | ------------------------------------------------------------ | -------- | ------ |
| ۲۰۱۱ | جوایز ویجای                       | بهترین بازیگر برتر                       | Veppam حرارت                                                 | برنده    | [ ۴ ]  |
| ۲۰۱۱ | جوایز بین‌المللی فیلم جنوبی هند    | بهترین مرد برتر                          | Veppam حرارت                                                 | نامزدشده | [ ۵ ]  |
| ۲۰۱۲ | جشنواره فیلم تورنتو بعد از تاریکی | بهترین قهرمان                            | Eega مگس                                                     | برنده    | [ ۷ ]  |
| ۲۰۱۲ | جوایز بین‌المللی فیلم جنوبی هند    | قهرمان مرد نوظهور                        | Eega مگس                                                     | برنده    |        |
| ۲۰۱۳ | جایزه ناندی                       | بهترین بازیگر مرد                        | Yeto Vellipoyindhi Manasu دلم رفت                            | برنده    |        |
| ۲۰۱۵ | جایزه فیلم‌فیر                     | بهترین بازیگر مرد - جنوب                 | Bhale Bhale Magadivoy شما مرد جالبی هستید                    | برنده    |        |
| ۲۰۱۵ | جایزه فیلم‌فیر                     | بهترین بازیگر مرد                        | Bhale Bhale Magadivoy شما مرد جالبی هستید                    | نامزدشده |        |
| ۲۰۱۵ | جوایز بین‌المللی فیلم جنوبی هند    | بهترین بازیگر مرد                        | Bhale Bhale Magadivoy شما مرد جالبی هستید                    | نامزدشده |        |
| ۲۰۱۵ | جوایز سینما                       | بهترین بازیگر مرد                        | Bhale Bhale Magadivoy شما مرد جالبی هستید                    | نامزدشده |        |
| ۲۰۱۶ | جایزه فیلم‌فیر                     | بهترین بازیگر مرد                        | Gentleman جتلتمن                                             | نامزدشده |        |
| ۲۰۱۶ | جوایز آکادمی بین‌المللی فیلم هند   | بهترین عملکرد در نقش اصلی- مرد           | Gentleman جتلتمن                                             | نامزدشده |        |
| ۲۰۱۷ | جایزه زی سینمالو                  | پسر آینده                                | Krishna Gaadi Veera Prema Gaadha داستان عشق بزرگ کریشنا گادی | برنده    | [ ۹ ]  |
| ۲۰۱۷ | جایزه زی سینمالو                  | ستاره طلایی سال                          | Krishna Gaadi Veera Prema Gaadha داستان عشق بزرگ کریشنا گادی | برنده    | [ ۱۰ ] |
| ۲۰۱۷ | جوایز ملی فیلم TSR-TV9            | جایزه ویژه هیئت داوران برای انتخاب محبوب | Gentleman جتلتمن                                             | برنده    | [ ۱۱ ] |